# Gârceni
Gârceni est une commune roumaine située dans le județ de Vaslui.